# Malá Veleň
Malá Veleň (en allemand : Klein Wöhlen ou Klein Wehlen) est une commune du district de Děčín, dans la région d'Ústí nad Labem, en Tchéquie. Sa population s'élevait à 447 habitants en 2021.

## Géographie
Malá Veleň se trouve dans la vallée de la Ploučnice, un affluent de l'Elbe, à 6 km au sud-est du centre de Děčín, à 18 km au nord-est d'Ústí nad Labem et à 76 km au nord de Prague.
La commune est limitée par Dobrná au nord, par Benešov nad Ploučnicí à l'est, par Heřmanov au sud et par Děčín à l'ouest.

## Histoire
La première mention écrite du village date de 1543.

## Administration
La commune se compose de trois quartiers :
- Jedlka
- Malá Veleň
- Soutěsky

## Transports
Par la route, Malá Veleň se trouve à 8 km de Děčín, à 29 km d'Ústí nad Labem et à 106 km de Prague.